# Bass Player
Bass Player – czasopismo założone w 1988, przeznaczone dla gitarzystów basowych, reprezentujących różne poziomy gry na tym instrumencie i różne style. Ukazuje się w wersji drukowanej i online. Jego wydawcą jest firma NewBay Media. W 2004 roku magazyn miał 425 tysięcy oficjalnych nabywców. 

## Charakterystyka
Czasopismo podzielone jest na działy tematyczne:
- Sprzęt – zawierający informacje o najlepszym sprzęcie i jego markach, a także o urządzeniach towarzyszących, takich jak: wzmacniacze, generatory efektów specjalnych i inne akcesoria potrzebne do nagrywania muzyki w domu[2],
- Artyści – zawierający artykuły o artystach, wywiady z nimi, recenzje ich muzyki i wiadomości z branży muzycznej[2],
- Lekcje – poświęcony rozwijaniu umiejętności gry na instrumencie oraz samouczki do gry[2].